# Mihályi Molnár László
Mihályi Molnár László (Rimaszombat, 1953. április 24. –) szlovákiai magyar tanár, költő, publicista, művelődésszervező, politikus, csehszlovákiai parlamenti képviselő (1990–1992).

## Élete
1971-ben Rimaszombatban érettségizett, majd 1978-ban a pozsonyi Comenius Egyetemen pszichológia–magyar szakos tanári oklevelet szerzett.
1978–1986 között a Tőketerebesi járási Művelődési Központ szakelőadója, 1986–1987-ben a Királyhelmeci Művelődési Központ szakelőadója volt. 1988-tól a Szepsi Magyar Alapiskola és Gimnázium tanára, 1990–1995 és 2000–2002 között pedig igazgatója. 2002-től a kassai magyar tanítási nyelvű ipariskola (Szakkay József Műszaki Szakközépiskola) tanára.
1990–1992 között az Együttélés színeiben a csehszlovák szövetségi parlament képviselője, 1992-ben az Együttélés Politikai Mozgalom országos alelnöke volt.
A honismereti kerékpártúrák egyik szervezője volt. Versei és írásai az 1970-es évek közepétől jelentek meg, szerepelt a Megközelítés (1980) című antológiában.

## Művei
- Fohászok virradatért. 99 vers; Intermix, Ungvár–Bp., 2000 (Kárpátaljai magyar könyvek)
- Magyar Golgota. Válogatott versek; Eszmék és Értékek Alapítvány, Szepsi–Miskolc, 2008
- Napszentület. Válogatott és új versek; AB-art, Pozsony, 2008
- Sírunkon a szél... Elemzések, tanulmányok, esszék, jegyzetek, karcolatok (2019)
- Száz év halál... Hazát hív a harangszó. Esszék, tanulmányok, beszédek, elemzések, versek (2020)
- Mács József; MMA, Bp., 2022
- Hinni még (új versek 2023), MEK–OSzK, 2023
- Őrtüzek a Felvidéken (esszék, tanulmányok, elemzések, emlékezések), MEK–OSzK, Budapest, 2023

## Elismerései
- 2008 a miskolci Keresztény Értelmiségi Szövetség a keresztény magyar nemzet megtartásáért végzett tevékenységért a Kartal-Vecán-díj
- 2016 a Szlovákiai Magyar Pedagógusok Szövetségének Életmű-díja
- 2018 a Magyar Művészeti Akadémia Ex Libris Díja
- 2018 a Magyar Kultúra Lovagja
- 2021 a Magyar Nemzetőrség Magyarságért-díja, érdemkeresztje
- 2023 - A  III. Rimay János Költészeti Fesztivál fődíja - Rimay-díj